# 新城正一
新城 正一（あらしろ せいいち、1908年（明治41年）5月 - 1943年（昭和18年）8月）は、日本の作曲家、教師。

## 人物・来歴
1908年（明治41年）、沖縄県恩納村名嘉真にて、瀬喜田、喜如嘉、宜野座、恩納の各小学校長を歴任した正成の長男として生まれる。沖縄県師範学校在学中に、恩師宮良長包と出会う。東京武蔵野音楽学校（現在の武蔵野音楽大学）卒業。
1938年（昭和13年）から、福岡県旧制小倉中学校・八幡中学校・門司中学校の教員となる。同年、陸軍省の愛馬進軍歌の作曲募集に応募、約5万件の応募作品の中から、一等に当選。
1943年（昭和18年）、喉頭結核にて35歳没。

## 主要作品

### 軍歌・戦時歌謡
- 愛馬進軍歌[3]

### その他
- 恩納村歌
- 恩納小学校校歌
- 具志川小学校校歌
- 多良間小学校校歌